# Aloe collenetteae
Aloe collenetteae é uma espécie de liliopsida do gênero Aloe, pertencente à família Asphodelaceae.